# Adry de Carbuccia
Pour les articles homonymes, voir Carbuccia.
Adry de Carbuccia est une personnalité mondaine et une productrice de cinéma française, née Adrienne Turpin-Rotival le 17 août 1900 à Paris, où elle meurt 16 avril 1994.

## Biographie

### Avant la guerre
Elle est élevée par sa mère et par le second mari de celle-ci, le futur préfet Jean Chiappe, ce qui la met au contact des milieux politiques. Jolie, indépendante, elle épouse l'éditeur de presse Horace de Carbuccia et passe pour être une des femmes les mieux habillées de Paris. Le salon des Carbuccia, avenue Foch, est pour longtemps l'un des plus courus de Paris. Les Carbuccia reçoivent aussi à la Grande Pointe, résidence située à Sainte-Maxime sur la Côte d'Azur.
Les soubresauts de la vie politique l'amènent à côtoyer tant les milieux mondains que les gangsters corses. Parallèlement elle commence une activité d'adaptatrice de théâtre.
Durant la guerre
Pour participer à l'effort de guerre en traitant les blessés, Mme de Carbuccia fonde en 1939 les Sections Sanitaires Automobiles du Front. Elle sera en reconnaissance de sa contribution et des risques pris sur le front citée à l’ordre de l’Armée, et recevra la Légion d’honneur à titre militaire et la Croix de Guerre.  Après l'armistice, elle transformera son œuvre en Sections Sanitaires de l'Enfance et mènera une vigoureuse campagne pour détecter les maladies infantiles.

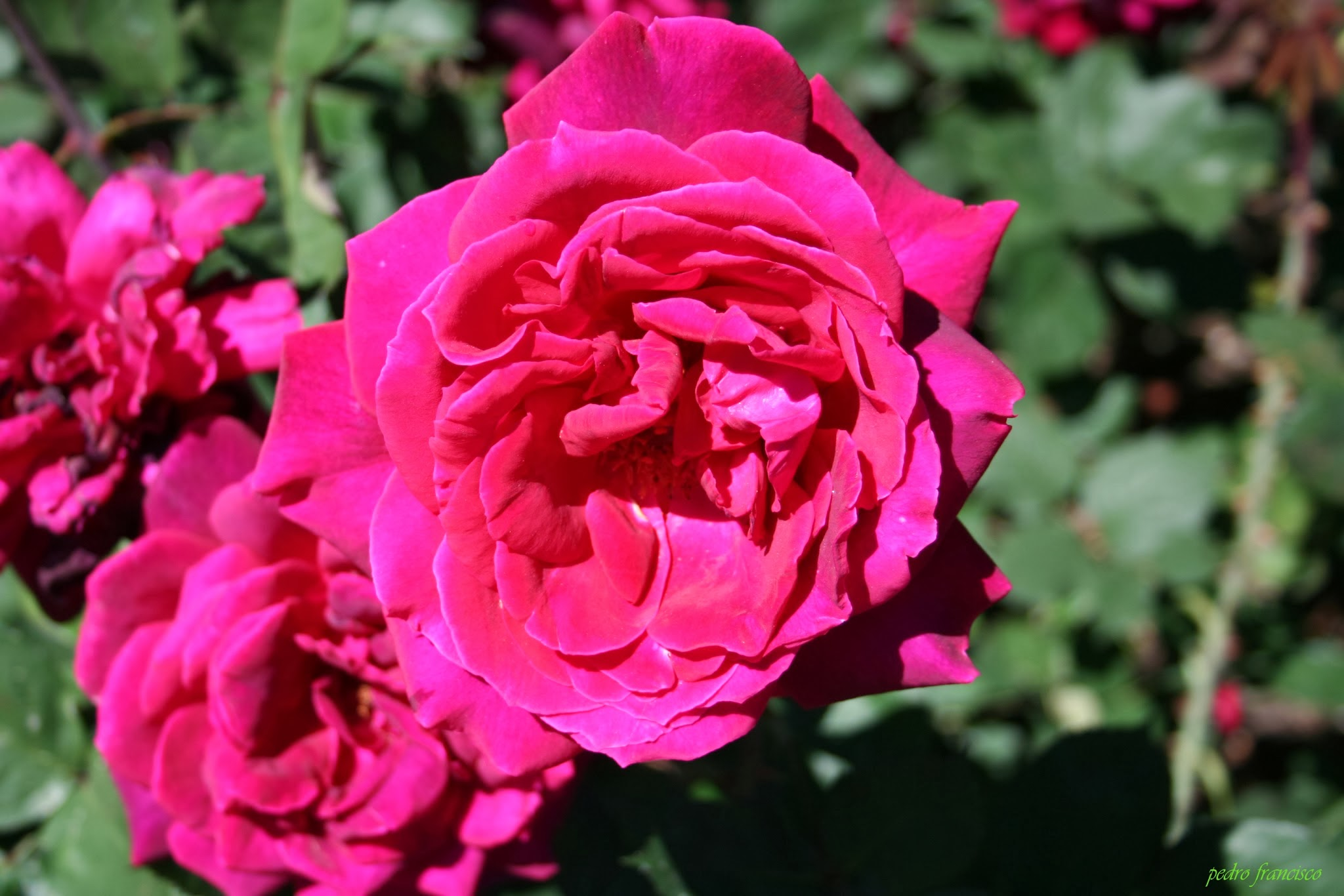
Rose 'Madame Horace de Carbuccia' au parc de l'Ouest de Madrid.

Une rose lui est dédiée en 1941 sous le nom de 'Madame Horace de Carbuccia'.

### Après-guerre
À la fin de la guerre Adry de Carbuccia rouvre son salon et commence une activité de productrice de films destinés au grand public.  Certaines de ses productions seront de grands succès, notamment La Vache et le Prisonnier et Ali Baba et les Quarante voleurs, deux comédies avec Fernandel dans le rôle principal.

### Le salon
Après la mort de son époux en 1975, Adry de Carbuccia a continué à recevoir d'innombrables célébrités, même durant les années 1980. Ainsi sur près de six décennies le salon des Carbuccia aura accueilli entre autres : André Tardieu, conseiller de Clemenceau ; Pierre Drieu la Rochelle, Georges Mandel, ministre de l'Intérieur ; Tino Rossi, « le rossignol corse » ; Louis-Ferdinand Céline, Jean Cocteau, Maurice Clavel, Colette, André Maurois, François Mauriac, Édouard Herriot, Joseph Kessel, Raymond Poincaré, Florence Gould, Randolph Churchill, fils de Winston Churchill, Jean Prouvost, propriétaire de France-Soir, Lady Daisy Fellowes, Charles Verny, Bertrand de Jouvenel, le sculpteur Maxime Real del Sarte, Suzy Solidor, le docteur Robert Debré, Antonio Zuloaga auteur et fils du peintre Ignacio Zuloaga, la cinéaste attitrée du Troisième Reich, Leni Riefenstahl, l'ambassadeur d'Allemagne Otto Abetz, Charles Maurras, le comédien Michel Simon, le peintre André Dunoyer de Segonzac.

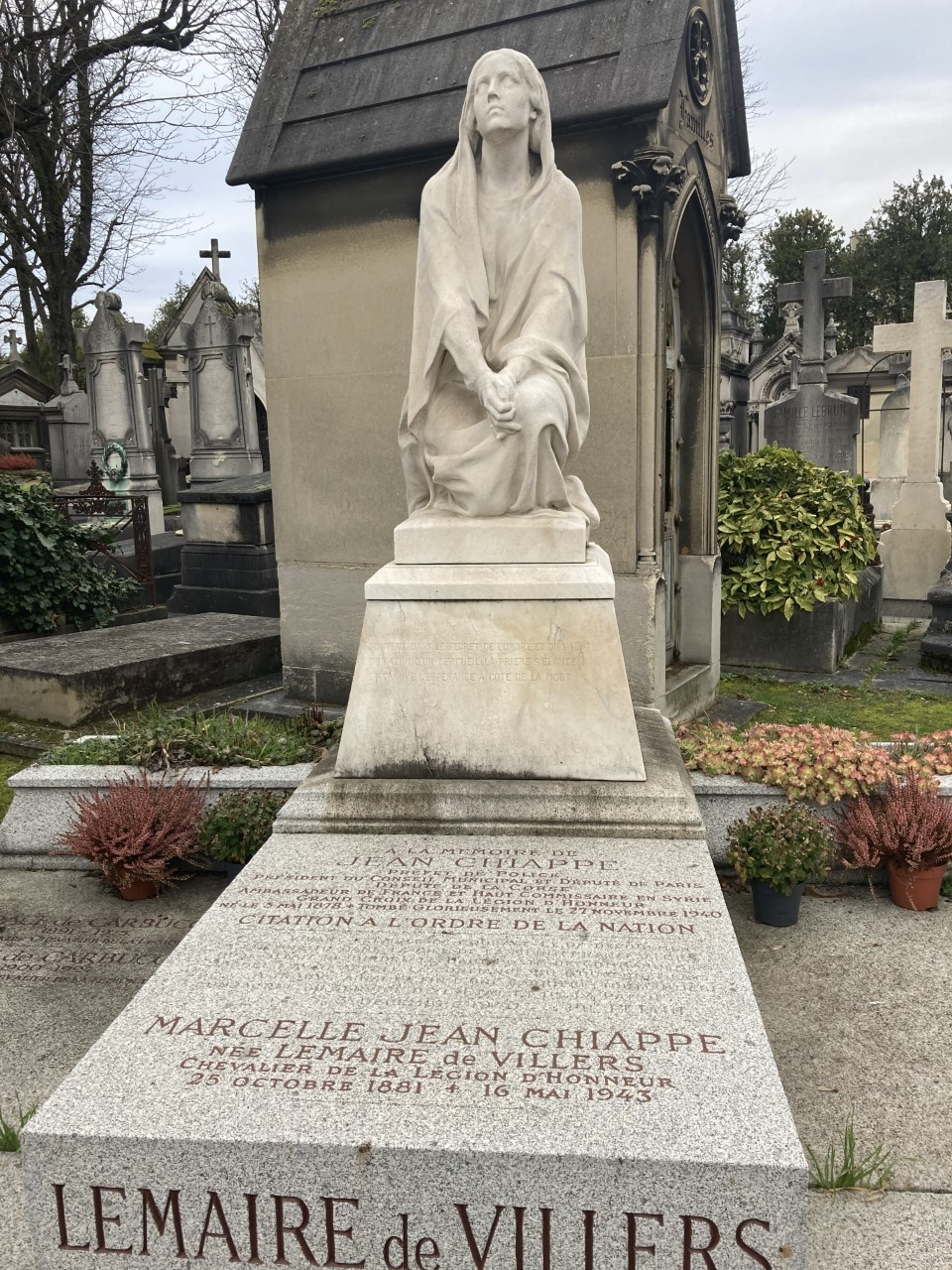
Sépulture d'Adry de Carbuccia au cimetière de Passy.

Témoin actif d'un monde disparu, elle écrit dans la préface de ses mémoires, Du Tango à Lili Marlène : « J'ai rencontré nombre d'écrivains, romanciers ou poètes, de soldats, caporaux ou maréchaux, d'hommes politiques de toutes tailles, quelques mauvais garçons, un fort contingent de princes, une poignée de dictateurs et même un roi. »

## Publications
- Adry de Carbuccia, Marie Madeleine, roman, éditions de La Table Ronde, 1969,  (ISBN 2710314355)
- Adry de Carbuccia, Du tango à Lily Marlène, Paris, Éditions de Paris, 2008 (ISBN 978-2-851-62220-4)

## Filmographie
- 1952 : Le Plus Heureux des hommes d'Yves Ciampi
- 1954 : Ali Baba et les Quarante voleurs de Jacques Becker
- 1955 : Don Juan (El amor de Don Juan) de John Berry
- 1957 : L'Ami de la famille de Jacques Pinoteau
- 1957 : Le Triporteur de Jacques Pinoteau
- 1959 : Le Confident de ces dames (Psicanalista per signora) de Jean Boyer
- 1959 : La Vache et le Prisonnier d'Henri Verneuil
- 1960 : Le Saint mène la danse de Jacques Nahum
- 1961 : Un nommé La Rocca de Jean Becker
- 1961 : Le Caporal épinglé de Jean Renoir, uniquement associée aux prémisses de la préparation avec Guy Lefranc